# Suomi (пістолет-кулемет)
Суомі KP/-31 (фін. Suomikonepistooli m/31 —  букв. "Фінляндія" пістолет-кулемет модель 1931) — фінський пістолет-кулемет, який в основному використовувався під час Другої світової війни. Він є нащадком прототипу М-22 і серійної моделі KP/-26, яка була представлена громадськості в 1925 році. Був прийнятий на озброєння у Фінляндії в 1931 році і стояв на озброєнні до 1980-х років.
Suomi KP/-31 вважається одним із найуспішніших пістолетів-кулеметів Другої світової війни. Радянська влада, яка неналежним чином ставилася до пістолетів-кулеметів, була переконана в їхній фатальній ефективності при використанні фінськими військами під час Радянсько-фінської війни 1939–1940 років. Барабанний магазин Суомі на 71 патрон пізніше був скопійований і прийнятий Радянським Союзом для своїх ППД-40 і ППШ-41. Незважаючи на відносно ранню конструкцію, Suomi був грізною зброєю: добре керованою та з точністю, що перевищувала ППШ-41 масового виробництва за рахунок значно більшої маси для поглинання віддачі, з такою ж надзвичайно високою скорострільністю та такою ж великою місткістю магазина. Основним недоліком зброї була висока вартість виробництва, що призвело до пізнішого впровадження KP/-44, копії радянського ППС-43, але з використанням магазинів і барабанів для KP/-31.
M-22 і KP/-26 були виготовлені компанією Konepistooli Oy, заснованою зброярем Аймо Лахті, капітаном В. Корпелою, лейтенантом Ю. Коскіненом і лейтенантом Л. Боєр-Спуфом. Suomi KP/-31 був розроблений Коскіненом і Лахті.

## Історія
Suomi KP/-31 почав вироблятися серійно в 1931 році компанією Tikkakoski Oy, яка належала німецькому торговцю зброєю Віллі Даугсу, і більшу частину цієї зброї купили Сили оборони Фінляндії. Фінські сили оборони мали близько 4000 пістолетів-кулеметів Suomi KP/-31 на початку Зимової війни. Конструкція була змінена в лютому 1942 року з додаванням дульного гальма, що збільшило загальну довжину пістолета-кулемета на 55 мм і вагу на 230 г. Доопрацьована версія отримала позначення KP/-31 SJR (фін. suujarru, або «дулове гальмо»). Аймо Лахті був незадоволений цією модифікацією, вважаючи, що вона зменшує дульну швидкість і знижує надійність зброї, і навіть марно намагався віддати невідомого розробника дулового гальма під військовий суд. Зрештою, приблизно половина KP/-31 на озброєнні Фінляндії була саме у варіанті SJR.
KP/-31 був незвичайним тим, що мав змінний ствол, закріплений чотирма виступами, а не різьбою. Солдатам видавали хоча б один запасний ствол. У ближньому бою зброя перегрівалася під час тривалого автоматичного вогню, що вимагало заміни ствола. Це робилося за допомогою рукавиці або шматка щільної тканини, щоб закріпити, повернути та зняти кожух ствола. Потім користувач використовував вістря ножа або шомпол, щоб послабити та вийняти гарячий ствол. Після цього можна було легко вставити та зафіксувати новий ствол та продовжити стрільбу.
Фінські військові спочатку використовували його з коробчатим магазином на 20 патронів і барабанним магазином на 40 патронів. Така ємність магазина виявилася замалою для тривалого вогню. У магазин можна було зарядити ще 5 додаткових патронів, але виявилося, що така практика пошкоджувала або надмірно стискала пружини і виводила магазин з ладу. Було виявлено, що барабанний магазин важко перезаряджати під час дії, тому що задню пластину магазина потрібно було зняти, а патрони заряджати всередину кулею вниз. У нижній частині барабанного магазина було вікно; були вибиті цифри від 1 до 40 були на пластині подачі та вирівняні з віконцем, щоб вказати на кількість патронів, що залишилися. Однак це вікно природним чином пропускало бруд та сміття, що призводило до забиття магазина. Аймо Лахті також експериментував із барабанним магазином типу Томпсона на 60 патронів, але він так і не був прийнятий.
Пізніше, під час Другої світової війни, вони були замінені шведським магазином на 50 патронів «труною» та вдосконаленим барабаном на 71 патрон. «Трунний» магазин вміщав у себе більше набоїв, ніж коробчатий, та був легшим, ніж барабан на 40 патронів. Однак він мав складну конструкцію і був схильним до заклинювання або поломки, якщо його пошкодили, неправильно зібрали, або якщо відмовили пружини. Він також не міг би подавати набої, якщо він не був належним чином встановлений в отвір для магазина. «Трунний» магазин був знятий з озброєння в 1943 році на користь барабана на 71 патрон. Більший барабан був розроблений менш відомим співрозробником зброї, лейтенантом Ю. Коскіненом. Він мав знімну передню пластину, через що магазин можна було швидше зарядити, і взводився шляхом обертання бойової пружини до чотирьох фіксаторів, що дозволяло частково дозаряджати барабан. Він вперше був випущений у комерційну продукцію в 1935 році (з назвою M/Koskinen drum) і був прийнятий на озброєння у Фінляндії в січні 1936 року. У 1950-х роках KP/-31 був модифікований для використання шведського дворядного магазина Carl Gustav m/45b на 36 набоїв.

### Тактика застосування
Спочатку KP/-31 був призначений для заміни ручного кулемета й виявився непридатним для цієї ролі. Натомість солдати методом проб і помилок навчилися використовувати пістолети-кулемети з найбільшою ефективністю. На час Другої світової фінська доктрина була змінена, і в кожному піхотному загоні мав бути як пістолет-кулемет Suomi, так і ручний кулемет (зазвичай, трофейні кулемети ДП). До 1943 року в кожному загоні були вже два пістолети-кулемети Suomi.

### Експорт
Фінляндія зосередилася на продажах Suomi у Південну Америку та країни Балтії. Пістолет-кулемет постачався обом сторонам під час громадянської війни в Іспанії; близько 300 одиниць було конфісковано Францією в Інтернованих республіканських військ у 1939 році. Естонія, Франція та Польща купили невелику кількість перед Другою світовою війною, пізніше вони були захоплені. Німеччина та їхні союзники Осі Болгарія та Хорватія придбали деяку кільіксть вже після початку війни. Німецька Armeeoberkommando Norwegen та фінські війська СС отримували KP/-31 з фінських складів. Німці створили приварний перехідник для використання магазинів MP-38/MP-40 з KP/-31 задля спрощення логістики.
Suomi також виготовлявся за ліцензією. Пістолет-кулемет виготовлявся у Швеції під назвою Husqvarna Kulsprutepistol Kpist M37 і мав коротший 213 мм ствол. Він був створений під слабший 9-мм патрон 9x20mmSR. Він використовував чотирьохрядний магазин на 56 патронів, розроблений Linde AB і виготовлений державним стрілецьким заводом імені Карла Густава. Пізніше вони взяли на озброєння модифіковану Husqvarna Kpist M37/39 під звичний патрон 9x19 мм Парабелум зі стволом стандартної довжини (314 мм) і 50-зарядним трунним магазином. Данці взяли його на озброєння як Madsen Maskinpistol M/41. Він мав характерні захисні металеві «вушка» з обох боків мушки та використовував магазин на 20 патронів. Швейцарці взяли його на озброєння як Hispano-Suiza Machinenpistole MP43 і випустили з «трунним» магазином. Більш пізній MP43/44 мав фіксований квадратний виріз, а не регульований цілик, а кожух ствола був модифікований для можливості кріплення багнета.

## Варіанти
Спеціальна версія для стрільби з бункерів (загалом 500 штук) була вироблена у 1941 році, кінець кожуха ствола був тоншим, щоб дозволити стріляти через вузькі отвори оборонних бункерів. Ця версія також не мала приклада і була оснащена пістолетною рукояткою. Ще більш рідкісна версія «900 kp 31 psv» була виготовлена для використання в якості додаткової гармати у вогневих портах танків Vickers Alt B Type E, але лише кілька десятків було виготовлено до того, як виробництво було скасовано через початок Зимової війни. Виробництво так і не відновилося, оскільки трофейні кулемети Дегтярьова виявилися набагато кращими для цьої ролі. Як і бункерна версія, танкова версія мала пістолетну рукоятку і не мала приклада, її можна було швидко вийняти з танка та за потреби оснастити стандартним кожухом ствола для використання піхотою.

## Оператори
- Фінляндія
- Болівія
- Болгарія
- Данія
- Єгипет
- Естонія
- Франція
- Індонезія
- Ізраїль
- Італійські Партизани
- Незалежна Держава Хорватія
- Нацистська Німеччина
- Норвегія
- Парагвай
- Польща
- Словаччина
- Іспанія
- СРСР
- Швеція
- Швейцарія
- Ватикан

## Галерея

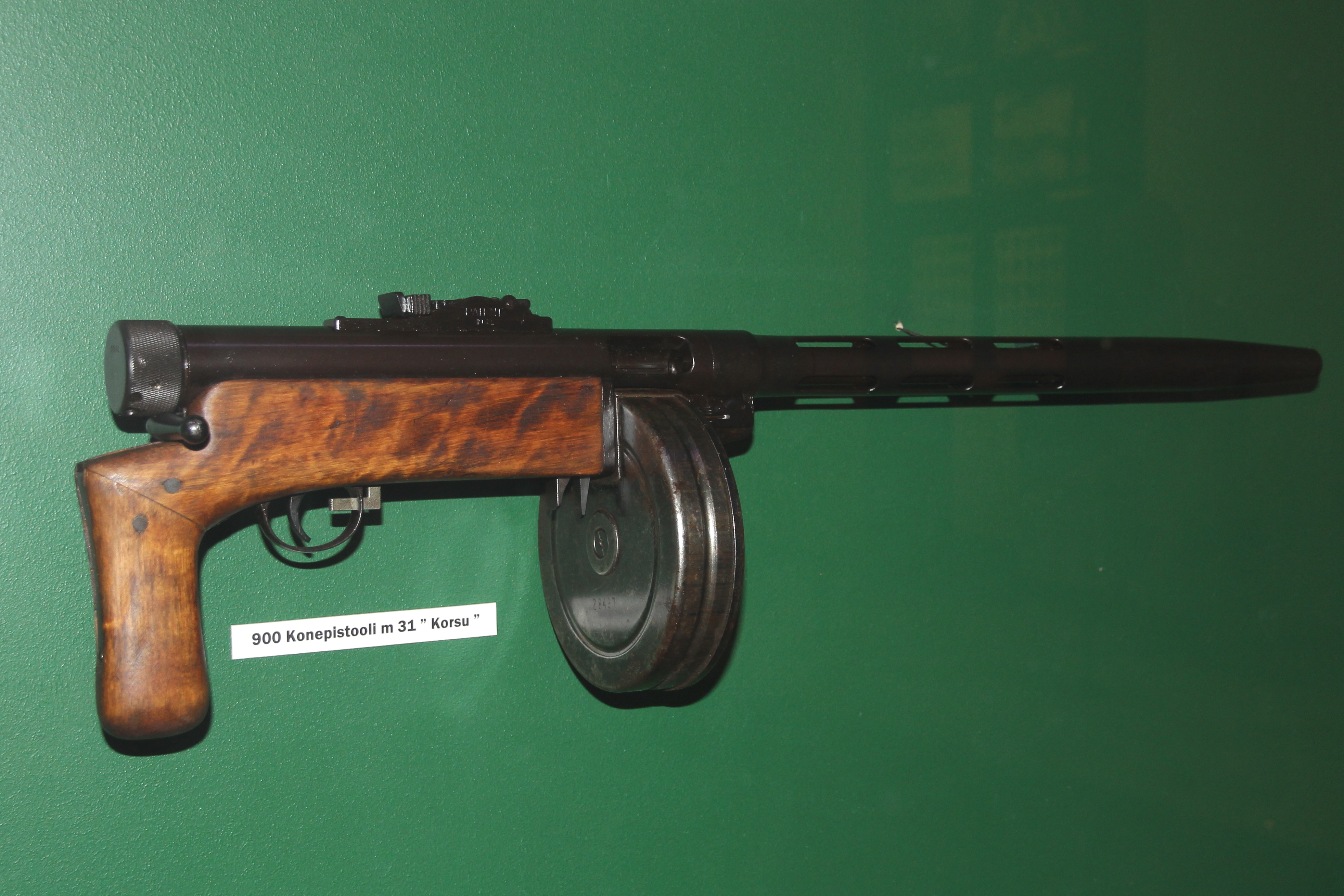
Бункерна версія KP/-31
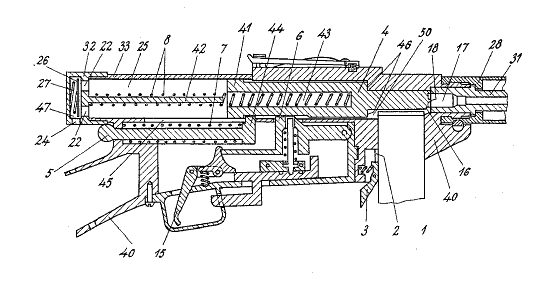
Схема конструкції
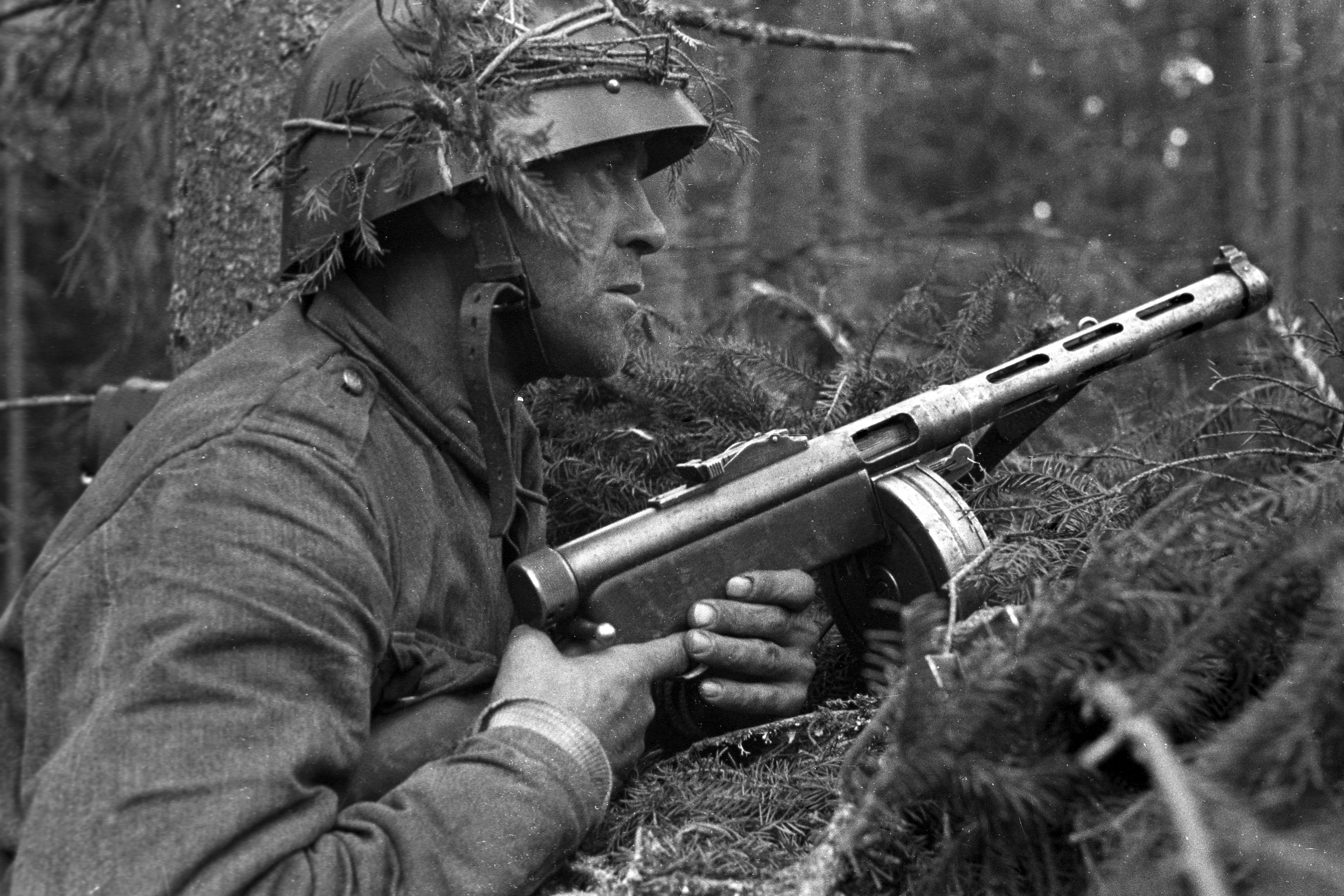
Фінський солдат з Суомі під час Боїв за Вуосалмі
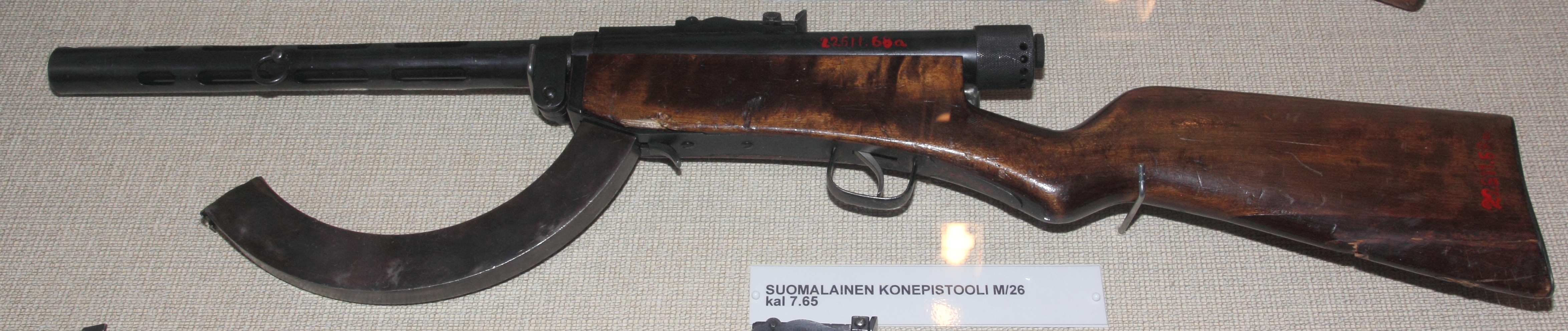
Ранній прототип калібру 7.65 мм Suomi KP/-26